# 100

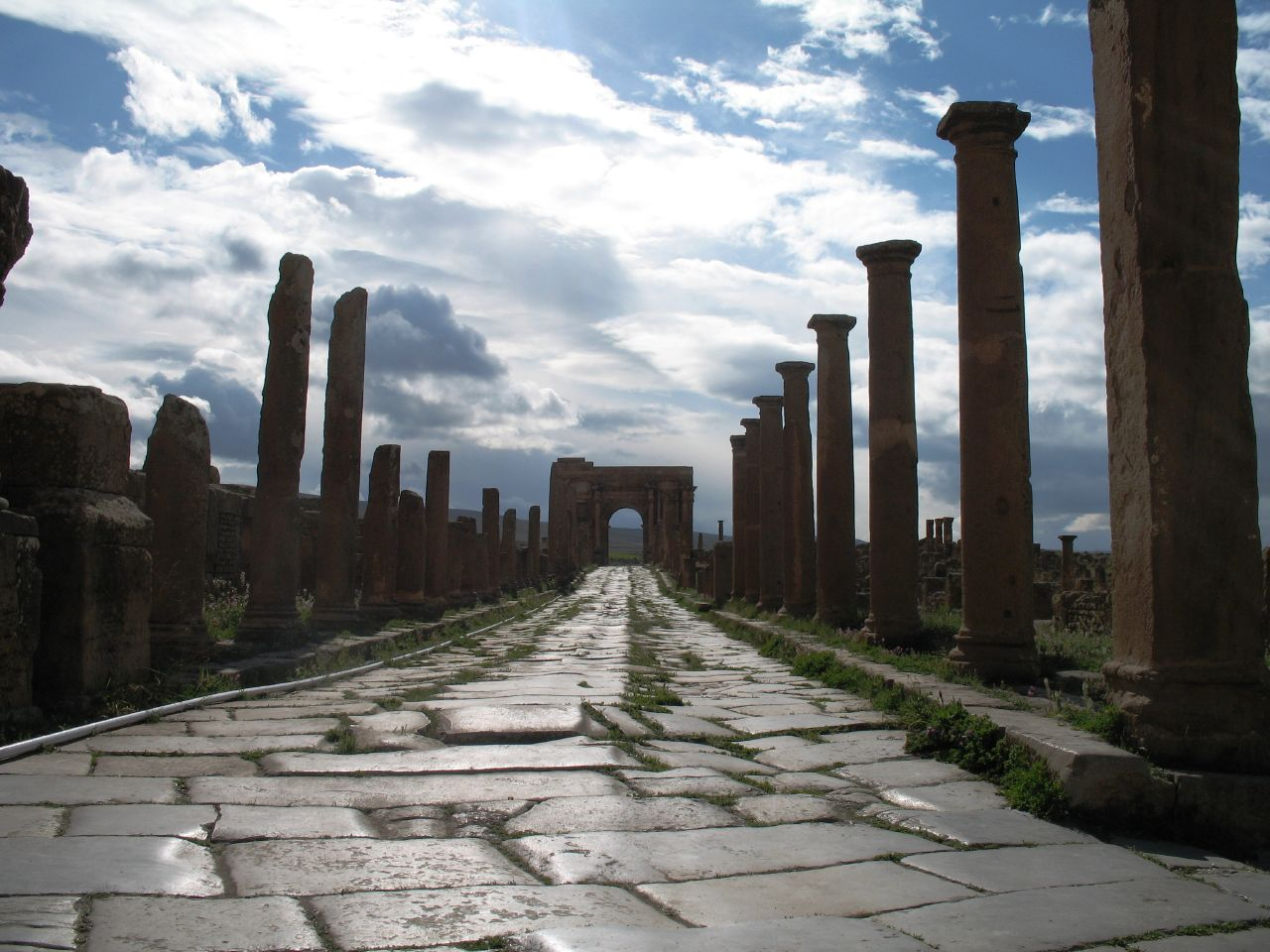
Thamugas

Het jaar 100 is het 100e jaar in de 1e eeuw volgens de christelijke jaartelling.

## Gebeurtenissen

### Italië
- In Rome worden Caesar Nerva Trajanus Augustus en Sextus Julius Frontinus, door de Senaat herkozen tot consul van het Imperium Romanum.
- Trajanus verschaft goedkope leningen aan landbouwers. Hij voert economische hervormingen door en verdeelt het koren onder de armelui.
- Trajanus laat een nieuwe haven aanleggen in Ostia (vlak achter de oude van Claudius), deze is voorzien van een zeshoekig havenbekken.[1]
- Publius Aelius Hadrianus, stiefzoon van Trajanus, huwt Vibia Sabina en verhoogt door dit politieke huwelijk zijn kans op het keizerschap.
- De Markten van Trajanus, een complex van winkel- en kantoorgebouwen, wordt aangelegd in het centrum van Rome, tegen de helling van de Quirinaal.
- De resten van Pompeï worden geplunderd, op kostbaarheden.

### Balkan
- Trajanus stelt orde op zaken in Illyrië. Hij laat in Orşova (Roemenië) een inscriptie (Tabula Traiana) achter in de rotswand van de IJzeren Poort. Dit ter ere van het door hem aangelegde wegennet langs de Donau.

### Afrika
- Er ontstaan militaire kolonies aan de noordkust van Afrika: Thamugas en Lambaesis (huidige Algerije). In Thamugus wordt Legio III Augusta gestationeerd. De opzet is te groot en de stad staat gedeeltelijk leeg.[2]

### Mexico
- In Teotihuacán, in de Vallei van Mexico, begint men met de aanleg van irrigatiewerken. De stad groeit uit tot een machtige staat, de maan- en zonpiramides worden gebouwd.

## Geboren
- Marcus Cornelius Fronto, Romeins grammaticus en redenaar (overleden 170)
- Publius Salvius Julianus, Romeins consul en jurist (overleden 169)

## Overleden
- Flavius Josephus, Joods historicus
- Marcus Fabius Quintilianus, Romeins retoricus
- Marcus Ulpius Traianus, Romeins veldheer en vader van keizer Trajanus
- Tiberius Catius Asconius Silius Italicus, Romeins consul en episch dichter